# Jodlanje
Jodlanje je način pjevanja s brzim i uzastopnim izmjenama visine tona između tzv. prsnoga registra i registra glave (tzv. falseta).
Naziv dolazi od njemačke riječi jodeln (izvorno austro-bavarski jezik) što znači "izreći slog yo". Ta vokalna tehnika prisutna je u mnogim kulturama diljem svijeta, najviše u alpskim europskim zemljama. U Švicarskoj je još jedna od glavnih odlika narodne glazbe (njem. Volksmusik), no prisutno je i u Austriji i južnoj Njemačkoj (najviše Bavarska).
Američki country pjevač Riley Puckett na svom albumu 1924. imao je i jodlanje. Godine 1928. Jimmie Rodgers objavio je svoju prvu snimku s jodlanjem i pridonio popularizaciju jodlanja u SAD-u. Popularnost jodlanja u SAD-u dosegla je vrhunac do 1940., a od 1950. postala je rijetkost.
Poznati europski jodleri:
- Franz "Franzl" Lang
- Oesch’s die Dritten
- Takeo Ischi (Ishii)